# Stazione di Siheung Daeya
La stazione di Siheung Daeya (시흥대야역?, 始興大也驛?, Siheung Daeya yeokLR) è una stazione ferroviaria situata nella città di Siheung, nella regione del Gyeonggi-do, nell'area metropolitana di Seul, in Corea del Sud. La stazione è servita dalla linea Seohae.

## Linee e servizi
Korail
 Linea Seohae (Codice: S18)

## Struttura
La stazione è realizzata in sotterraneo, con due marciapiedi laterali serventi altrettanti binari passanti. Sono presenti porte di banchina a piena altezza.
| Per Sosa  | Linea Seohae | per Sosa                                       |
| Per Wonsi | Linea Seohae | per Sincheon, Siheung City Hall, Choji e Wonsi |

## Stazioni adiacenti
| «            | Servizio     | »            |
| Linea Seohae | Linea Seohae | Linea Seohae |
| ------------ | ------------ | ------------ |
| S17 Sosaeul  | Locale       | Sincheon S19 |